# De Heeckeren d'Anthès

Familiewapen van De Heeckeren d'Anthès

De Heeckeren d'Anthès (ook: De Heeckeren) is een van oorsprong Duitse, later Franse, Nederlandse familie waarvan een lid in 1836 werd ingelijfd in de Nederlandse adel.

## Geschiedenis
De stamreeks begint met Anthis Binder die kuiper (1540), daarna raad en burgemeester van Weinheim (Palts) was. Ook zijn kleinzoon en achterkleinzoon hadden in die plaats bestuursfuncties. Een zoon van de laatste trekt naar Frankrijk en wordt daar in 1731 in de adelstand verheven door koning Lodewijk XV.
De bekendste telg van het geslacht werd Georges-Charles baron de Heeckeren d'Anthès (1812-1895) die voor zijn pleegvader, de Nederlandse diplomaat in Sint-Petersburg Jacob Derk Burchard Anne baron van Heeckeren tot Enghuizen (1792-1884), in 1837 een duel uitvocht met de Russische dichter Aleksandr Poesjkin die aan de daarbij opgelopen verwondingen overleed. Van Heeckeren had d'Anthès in 1836 onder zijn hoede genomen. In 1836 werd d'Anthès, na verzoekschriften van zowel Van Heeckeren als d'Anthès, bij Koninklijk besluit ingelijfd in de Nederlandse adel met de titel van baron. Na een jaar verkreeg hij ook toestemming om de naam Van Heeckeren (van zijn 'pleegvader') te voeren. Van officiële, wettige adoptie is het nooit kunnen komen. In de 20e eeuw verkregen nakomelingen in Frankrijk naamswijziging van De Heeckeren tot De Heeckeren d'Anthès. Deze naam wordt nu door alle levende nakomelingen gevoerd.

## Enkele telgen
Anthis Binder, raad en burgemeester (1549) van Weinheim
- Anthis Binder (vermeld 1566-1572)
  - Marc Anthes († 1608), raad (1582) van Weinheim
    - Jean Anthes († 1657), raad en burgemeester van Weinheim
      - Philippe Michel Anthès (1640-1708), poorter van Mulhouse, pachter van mijnen in de Elzas
        - Henry Anthès (1670-1733), mijnbouwer, verheven in de adelstand door koning Lodewijk de XV in 1731
          - Jean Philippe d'Anthès (1699-1760), ijzergieterij-exploitant, lid van de Conseil Souverain d'Alsace
            - Georges François Xavier d'Anthès (1739-1803)
              - Joseph Conrad Alexandre d'Anthès (1773-1852), officier
                - Georges-Charles baron de Heeckeren d'Anthès (1812-1895), officier in Russische dienst, lid van de Franse Sénat, onder de hoede genomen door Jacob Derk Burchard Anne baron van Heeckeren tot Enghuizen (1792-1884), duelleert met Poesjkin